# لوسي فيتش بيركنز
لوسي فيتش بيركنز (بالإنجليزية: Lucy Fitch Perkins)‏ هي رسامة توضيحية وكاتِبة وكاتبة للأطفال أمريكية، ولدت في 12 يوليو 1865 في Maples, Indiana ‏ في الولايات المتحدة، وتوفيت في 18 مارس 1937.

## وصلات خارجية
- لوسي فيتش بيركنز على موقع الموسوعة البريطانية (الإنجليزية)